# Chùa Phước Điền

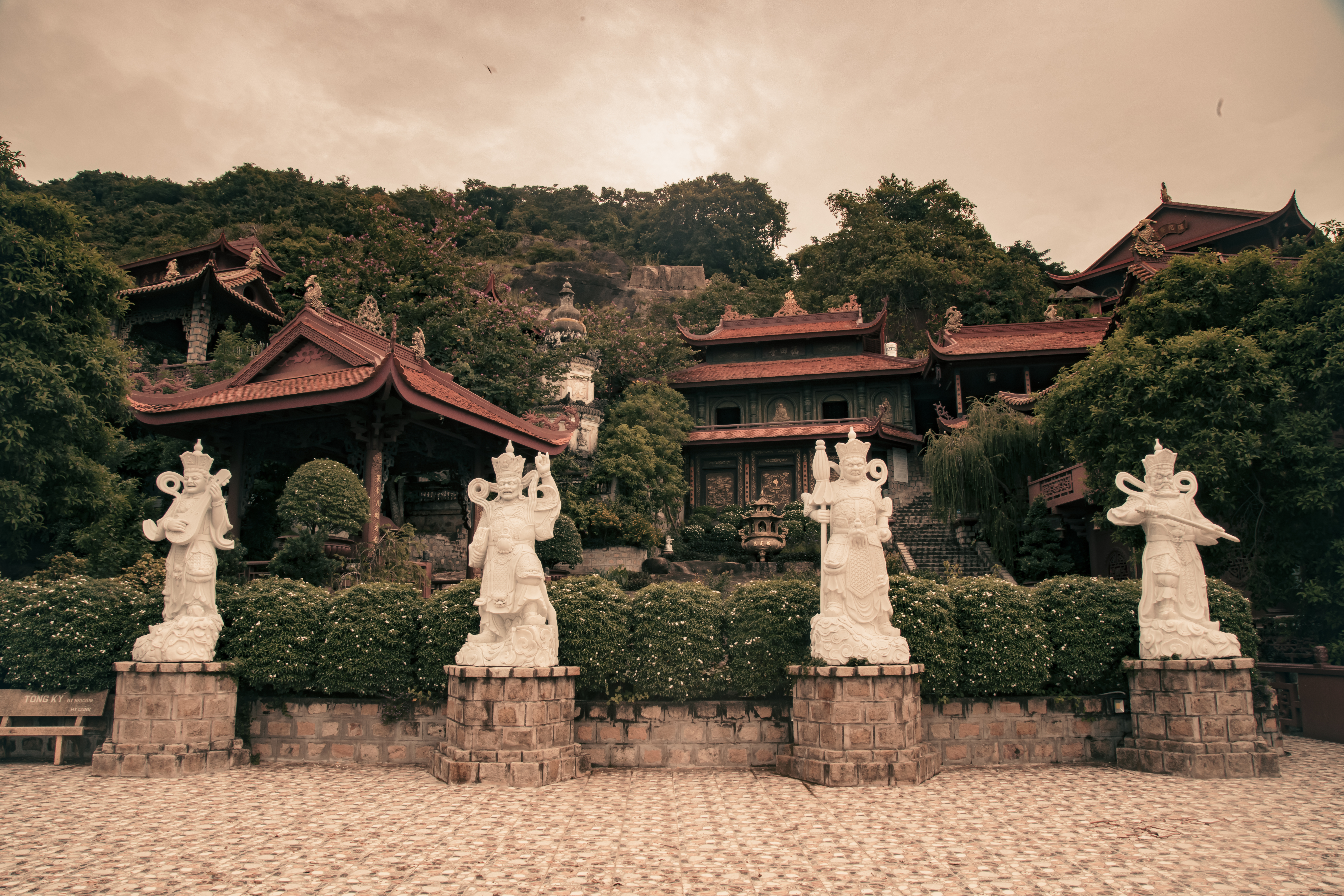
Tổng quan quang cảnh chùa Hang

Chùa Hang, tên chữ  Phước Điền Tự, tọa lạc nơi triền núi Sam, thành phố Châu Đốc; là một danh lam của tỉnh An Giang và là một Di tích Lịch sử cấp quốc gia Việt Nam.

## Lịch sử

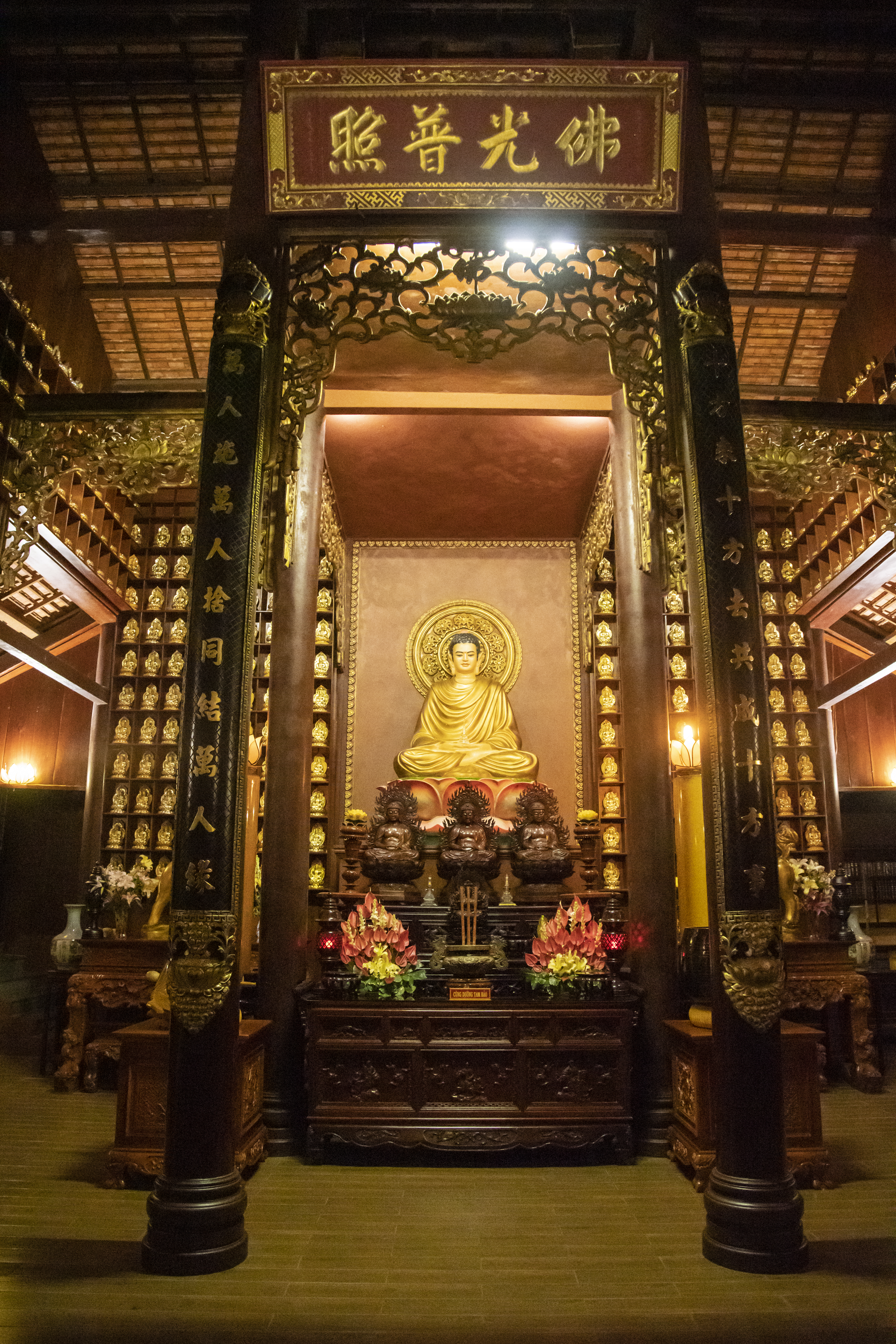
Tượng Phật Thích Ca trong chính điện

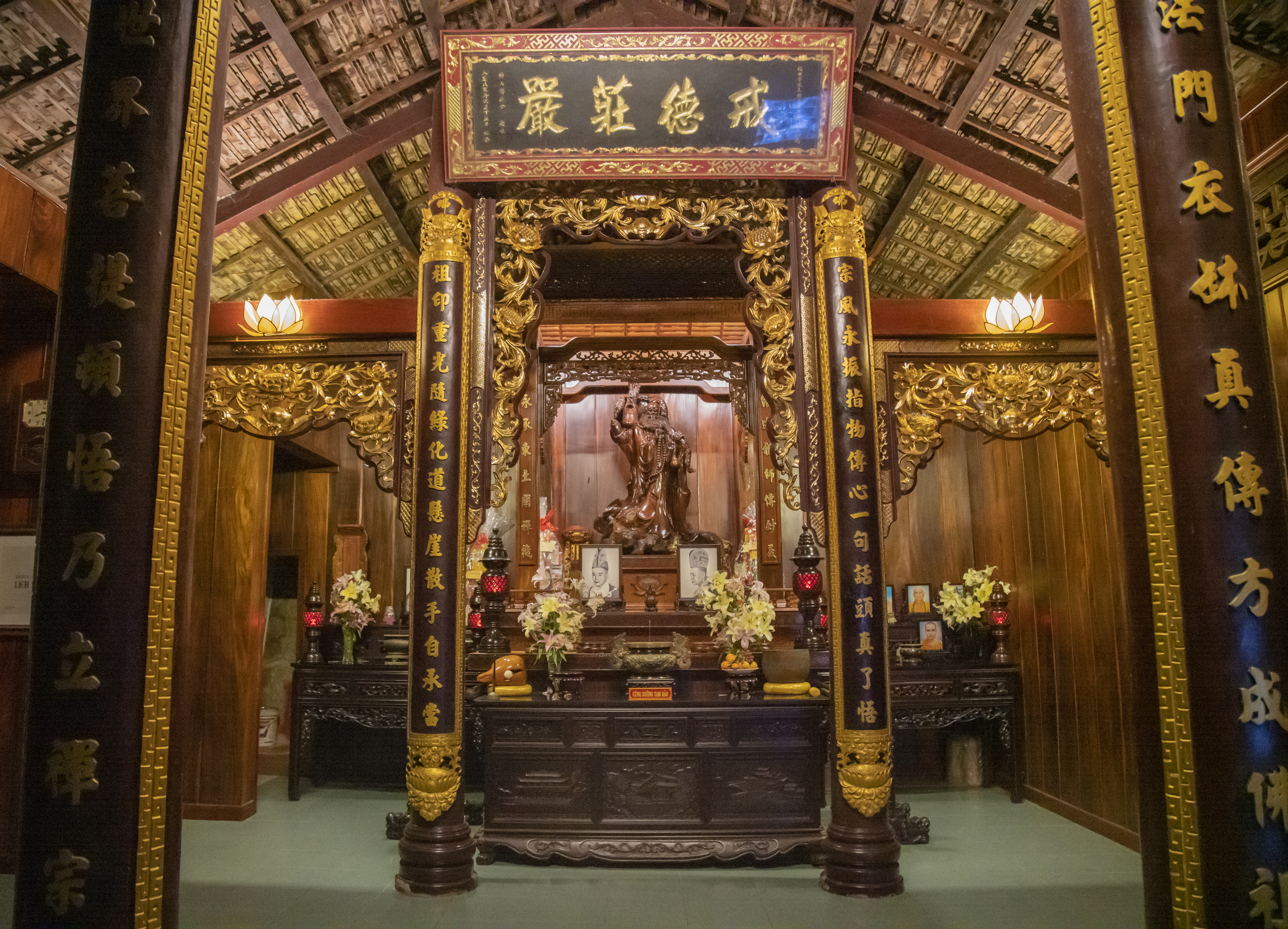
Hậu Tổ

Chùa Hang cách cụm di tích chùa Tây An, miếu Bà Chúa Xứ và lăng Thoại Ngọc Hầu khoảng 1 km, nằm bên tuyến đường núi Sam - Nhà Bàng.
Ban đầu, khoảng năm 1840 – 1850, chùa chỉ là một am tu bằng tre lá, do Lê Thị Thơ (1818 - 1899), pháp danh Diệu Thiện, người Chợ Lớn, thạo nghề may (nên bà còn có biệt danh là Bà Thợ), tạo lập để làm nơi tu hành, khi tuổi hãy còn trẻ. Vì mến mộ đạo pháp cũng như cơ duyên hội đủ, năm 1836 bà  đã đi xuất gia, một lòng cầu đạo giác ngộ và đến năm 1839 thì thọ giới Tỳ Kheo Ni. Sau vài năm tu hành thì người cảm ngộ được con đường tu tập của mình nên vào năm 1845 thì quyết định ẩn tu nơi thâm sơn cùng cốc và chọn Núi Sam là nơi để tịnh tu.
Người ta còn kể, kề bên am tu có một hang núi sâu, có đôi mãng xà to lớn dị thường ở trong hang ấy. Nhưng từ khi bà đến tu, đôi mãng xà không còn hung tợn nữa, mà thường đến nằm im lắng nghe kinh kệ. Bà đặt tên chúng là Thanh Xà, Bạch Xà và sau khi bà qua đời, đôi mãng xà cũng bỗng dưng biến mất.
Ngày 15 tháng 6 năm Kỷ Hợi (1899), sư bà Diệu Thiện (tức Bà Thợ) viên tịch, thọ 81 tuổi.
Ngày nay trong dân gian còn lưu truyền cuốn Sấm giảng Bà Thợ, lời lẽ giản dị dễ hiểu, khuyên người đời làm lành tránh dữ.
Tiếp nối đức độ của sư nữ Diệu Thiện, ông phán Thông (Nguyễn Ngọc Cang) ở Châu Đốc và nhân dân quanh vùng đã tự quyên góp tiền của, xây dựng lại chùa: nền lát gạch tàu, cột gỗ căm xe, kèo rui gỗ thao lao, lợp ngói móc.
Đến năm 1937, Hòa thượng Thích Huệ Thiện (1904 - 1990) trùng tu lần thứ hai. Sau đó kế thừa trụ trì đời thứ ba là Hòa Thượng Thích Thiện Chơn (1932 - 1998). Ngôi chùa được đại trùng tu và kiến thiết thêm nhiều hạng mục lớn nữa cho đến nay dưới sự coi lo chăm sóc của vị trụ trì đời thứ tư, Hòa Thượng Thích Thiện Tài.

## Kiến trúc
Từ cổng chùa, theo nhiều bậc thang lên cao khoảng 300 m là đến chùa. Chùa có mặt chính 11m, mặt hông 10 m, nền cuốn đá xanh cao ráo, tráng xi măng, lát gạch bông, tường gạch hồ vôi ô dước, cột bê tông cốt sắt, lợp ngói đại ống. Trong chùa có nhiều hoành phi, liễn đối chạm khắc tinh xảo. 
Phía trước chùa có cây cột phướng cao hơn 20 m. Dưới thềm chùa là đôi tượng sư tử bằng xi-măng khá sinh động. Đứng ở đây, khách thập phương có thể nhìn cảnh núi cao, hoặc ngắm cảnh ruộng đồng bát ngát...
Ngoài ra, từ cổng nhìn lên, phía bên trái và bên phải chính chính điện, còn có các công trình khác dành để tu học và sinh hoạt của các sư...
Ngày 10 tháng 7 năm 1980, Bộ Văn hóa Thông tin Việt Nam ra quyết định số 92/VHTT-Q.Đ công nhận Chùa Hang (Phước Điền Tự) là một Di tích Lịch sử cấp Quốc gia.

## Ảnh hang núi

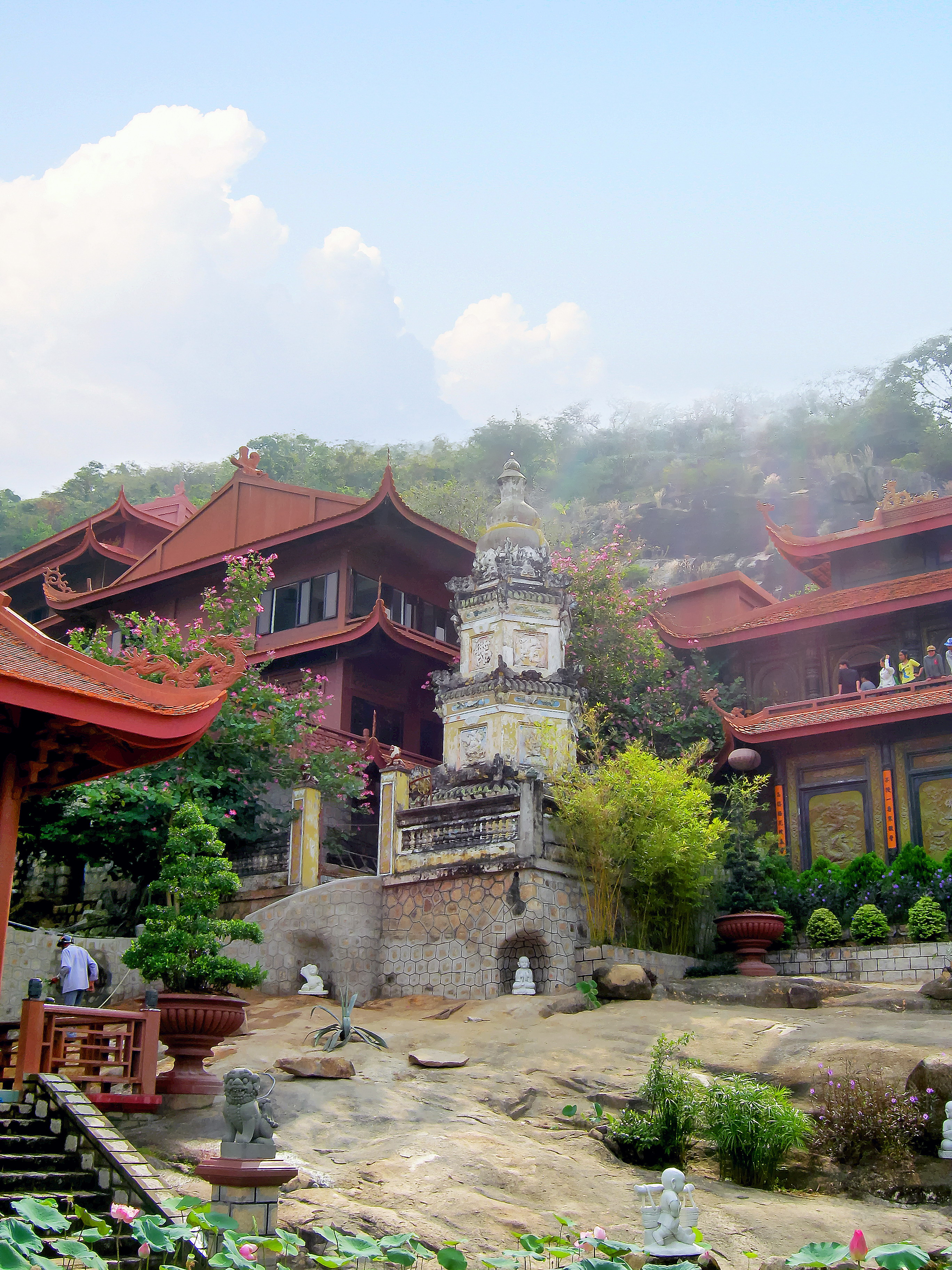
Bảo tháp Sư bà Diệu Thiện

Ngày nay, bên trong chùa Hang có hai hang núi, và chúng đều đã được sửa chữa và mở rộng để làm nơi thờ Phật.

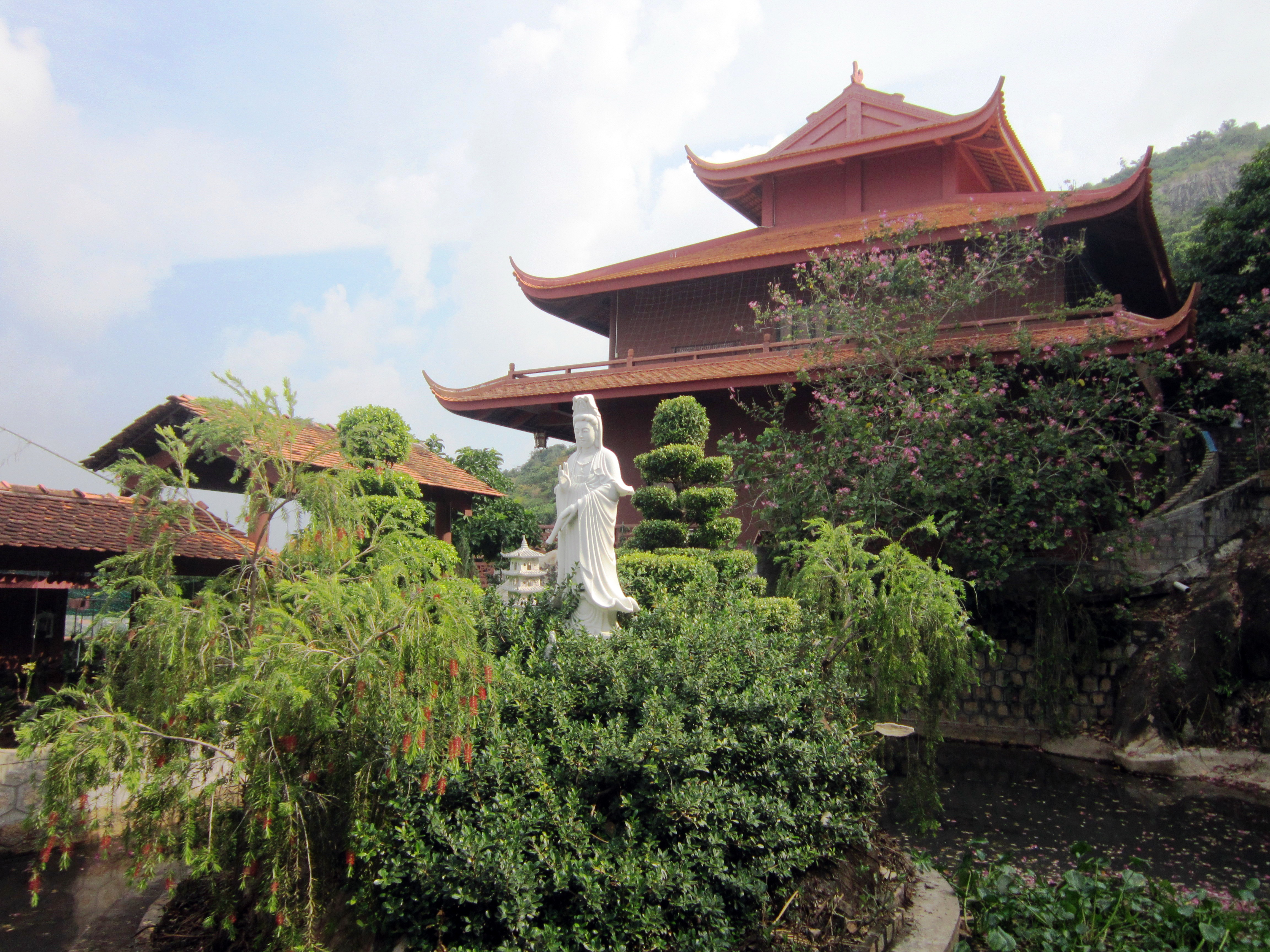
Khu vực tu học
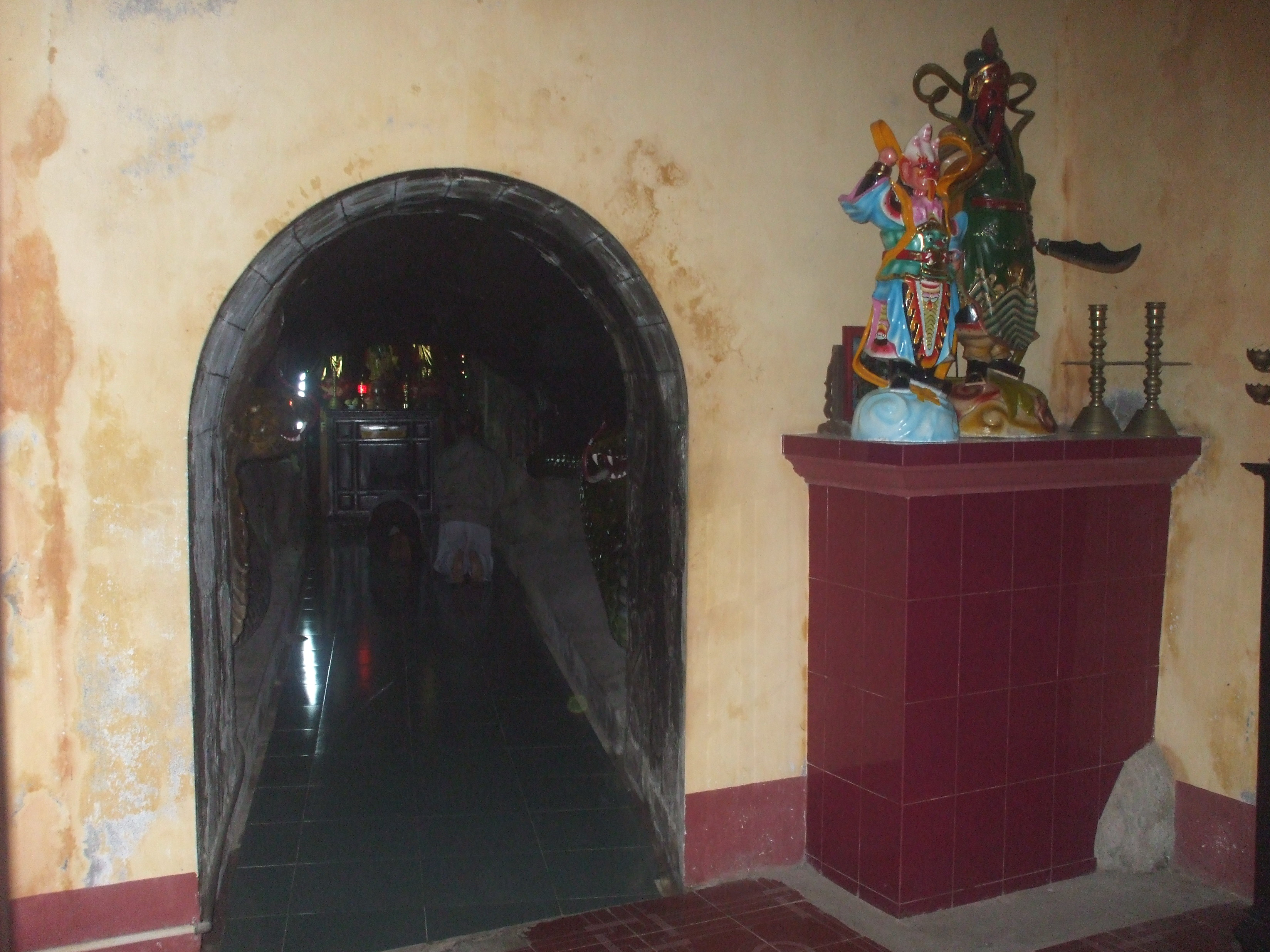
Hang thứ nhất (tức hang mãng xà theo truyền thuyết)
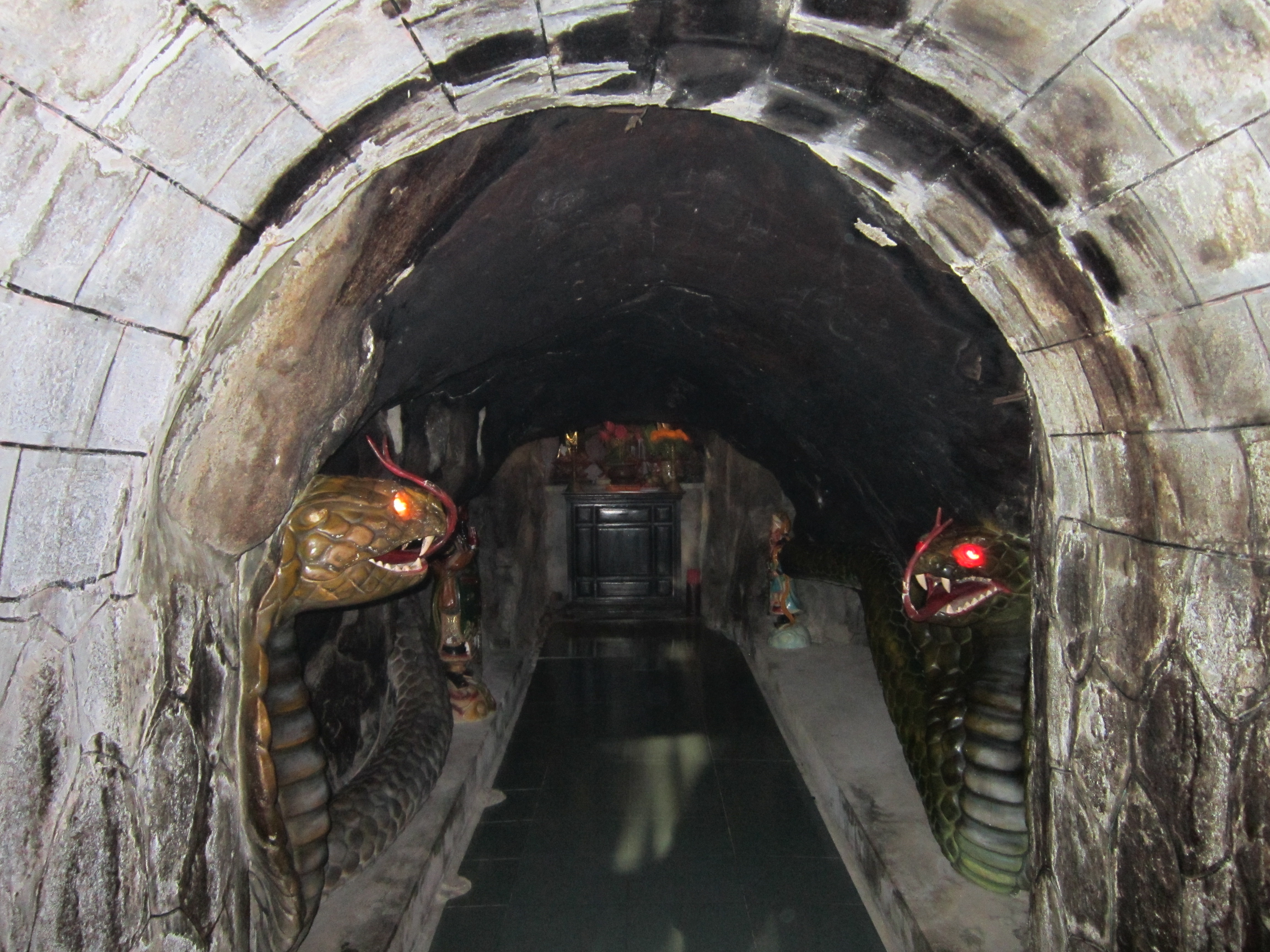
Bên trong hang thứ nhất
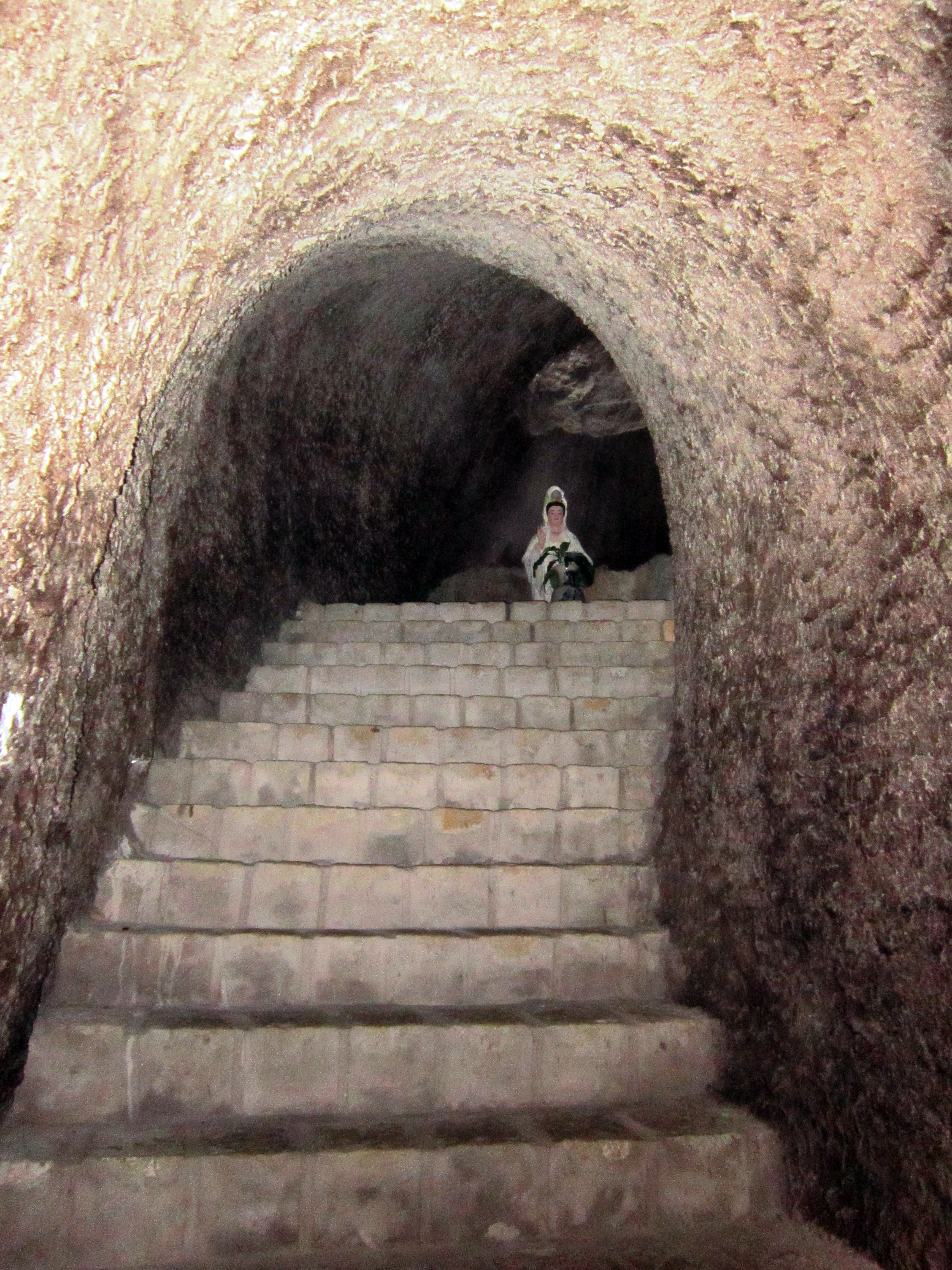
Hang thứ hai